# Peder R. Møller
Peder Rasmussen Møller (født 16. november 1848 i Vester Skerninge på Fyn, død 27. december 1926) var en dansk forfatter.
Møller drev siden sit 16. år en gård, først for faderen, senere som ejer. Påvirket af Mads Hansen kom han med i sin egns stærke folkelige røre og forsøgte sig tidlig som forfatter. Han har i blade og tidsskrifter offentliggjort adskillige digte og fortællinger og udgivet samlingerne Fra det brede Lag (1893) og Mellem levende Hegn (1901), men navnlig udfoldet en ret frodig dramatisk produktion. Under Hammeren (1883) opførtes på Dagmarteatret, En Vilje (1885), En Skærsild (1887) og Isen brydes (1891) på Folketeatret; 1895 udkom Ved Midsommertid, 1896 Dramatiske Smaating, 1898 Ude af Kurs, 1911 Mellem Landsbyfolk. Også provinsteatrene har ofte opført hans skuespil, der for det meste foregår blandt bønder og jævnere borgere, og hvis sceneheld skyldes deres gode komposition, lune og letforståelige moral; særtegning af stænder eller personer er ikke deres styrke. En større ppgave søgte han at løse i romanen Sejr og Tora (1902), en ægteskabshistorie, der skal genspejle brydningerne mellem moderne radikale ideer og de konservative, der har hans sympati.